# Recomeçar (álbum de Jotta A)
Recomeçar é o terceiro álbum de estúdio da cantora brasileira Jotta A, lançado em julho de 2017 de forma independente.
O disco foi produzido por William Augusto e recebeu as participações de Shirley Carvalhaes em "A Reforma" e de Matheus Bird em "Seu Amigo". O single do projeto foi "Princípio e Fim", lançado em maio de 2017.[carece de fontes?]
| Críticas profissionais | Críticas profissionais |
| Avaliações da crítica  | Avaliações da crítica  |
| Fonte                  | Avaliação              |
| ---------------------- | ---------------------- |
| Super Gospel           | [ 2 ]                  |

## Faixas
1. "A Reforma feat. Shirley Carvalhaes"  (Jotta A/ Rozeane Ribeiro)
2. "Princípio e Fim" (Rogério Junior)
3. "Cante Outra Vez" (Jotta A / Tony Ricardo)
4. "Recomeçar" (Jotta A / William Ribeiro)
5. "Maravilhoso" (Abdiel Arsênio / Jotta A)
6. "Seu Amigo feat. Matheus Bird" (Jotta A / Rafa Brito /Daniela Araújo)
7. "A Aliança"  (Nayara Dutra)
8. "Altar da Graça" (Jotta A / William Ribeiro)
9. "Ele Vem" (Jotta A)
10. "Eu não Mudo" (Abdiel Arsenio)
11. "Sonhos de José" (Jotta A)